# Alestes stuhlmannii
Alestes stuhlmannii е вид лъчеперка от семейство Alestidae. Видът е незастрашен от изчезване.

## Разпространение
Разпространен е в Танзания.

## Описание
На дължина достигат до 21 cm.